# Уиллмор, Генриетта
Генриетта Уиллмор (англ. Henrietta Willmore, 27 марта 1842, Лондон — 1938[…]) — австралийская пианистка и музыкант, популярная в конце XIX века. Она также была суфражисткой, активисткой Лиги избирательного права женщин Квинсленда и других организаций.

## Биография
Уиллмор, урожденная Первикаль, родилась в Лондоне, Англия, 27 марта 1842 года. В 1862 году она вышла замуж за Альфреда Малалие, от которого у неё было пятеро детей. Она и Альфред эмигрировали в Австралию в 1864 году. Её музыкальный дебют состоялся в 1866 году в Брисбене. Уиллмор начала свою педагогическую карьеру в 1867 году. Ей нужен был доход от преподавания из-за неплатежеспособности мужа и его последующей смерти в январе 1884 года.
Уиллмор была церковным органистом в Прокафедральном соборе Святого Иоанна с 1882 по 1885 год и впоследствии вышла замуж за своего учителя Уолтера Грэма Уиллмора в 1885 году. Она играла в других церквях, а также была пионером органных концертов в Брисбене. В 1892 году она сыграла на открытии установки органа Уиллиса в Выставочном здании.
Уиллмор была суфражисткой и принимала активное участие в Избирательной лиге женщин Квинсленда, Лиге избирательного права женщин Квинсленда и Ассоциации женских избирательных прав Квинсленда. Она была одним из основателей Брисбенского женского клуба.
Уиллмор была президентом отделения Тувонга Бельгийского фонда помощи во время Первой мировой войны, что принесло ей «Медаль королевы Елизаветы».
Уиллмор умерла 22 августа 1938 года в Брисбене.
Члены дискуссионного клуба «Уиллмор» подарили в её память Женскому колледжу Университета Квинсленда музыкальный стул. Стул изготовлен из клёна в стиле XV века, спинка и сиденье из воловьей кожи. Его вырезал Льюис Джарвис Харви, присутствовавший на церемонии, на которой президент клуба подарил стул Фреде Бэйдж, директору колледжа.